# Pacifacanthomysis
Pacifacanthomysis är ett släkte av kräftdjur. Pacifacanthomysis ingår i familjen Mysidae.
Kladogram enligt Catalogue of Life:
| Pacifacanthomysis | \| \| Pacifacanthomysis nephrophthalma \| \| \| \| \| \| Pacifacanthomysis schrencki \| \| \| \| |
|                   | \| \| Pacifacanthomysis nephrophthalma \| \| \| \| \| \| Pacifacanthomysis schrencki \| \| \| \| |
|                   | Pacifacanthomysis nephrophthalma                                                                 |
|                   |                                                                                                  |
|                   | Pacifacanthomysis schrencki                                                                      |
|                   |                                                                                                  |